# Bahnhof Kall
Der Bahnhof Kall ist ein Durchgangsbahnhof in der Gemeinde Kall im Kreis Euskirchen in Nordrhein-Westfalen.
Er liegt an der Eifelstrecke (Hürth-Kalscheuren–Ehrang) sowie der Oleftalbahn (Kall–Hellenthal). Er wird von den Linien RE 12, RE 22 und RB 24 bedient. Die Linie RB 24 endet meist in Kall. Aufgrund des Hochwassers im Juli 2021 war von Juli 2021 bis Juni 2022 kein Zugverkehr möglich, seit Juni 2022 können wieder Züge aus Richtung Euskirchen den Bahnhof erreichen.
| Linie       | Verlauf | Takt                                               |
| ----------- | --- | -------------------------------------------------- |
| RE 12       | Eifel-Mosel-Express: Köln Messe/Deutz – Köln Hbf – Köln Süd – (Erftstadt – Weilerswist –) Euskirchen (– Mechernich – Kall – Jünkerath – Gerolstein – Bitburg-Erdorf – Trier Hbf) (aufgrund von Hochwasserschäden längerfristig im Schienenersatzverkehr zwischen Kall und Trier Hbf) Stand: Fahrplanwechsel Dezember 2023 | einzelne Zugpaare                                  |
| RE 22 RB 22 | Eifel-Express: Köln Messe/Deutz – Köln Hbf – Köln West – Köln Süd – Erftstadt – Weilerswist – Euskirchen – Mechernich – Kall – Urft (Steinfeld) – Nettersheim – Blankenheim (Wald) – Schmidtheim – Dahlem (Eifel) – Jünkerath – Lissendorf – Oberbettingen-Hillesheim – Gerolstein (Gattungswechsel RE/RB) – Birresborn – Mürlenbach – Densborn – Usch/Zendscheid – St. Thomas – Kyllburg – Bitburg-Erdorf – Hüttingen – Philippsheim – Speicher – Auw an der Kyll – Daufenbach – Kordel – Ehrang – Pfalzel – Trier Hbf (aufgrund von Hochwasserschäden längerfristig im Schienenersatzverkehr zwischen Kall und Gerolstein) Stand: April 2023 | 60 min                                             |
| RB 24       | Eifel-Bahn: Köln Messe/Deutz – Köln Hbf – Köln West – Köln Süd – Hürth-Kalscheuren – Brühl-Kierberg – Erftstadt – Weilerswist – Weilerswist-Derkum – Euskirchen-Großbüllesheim – Euskirchen – Satzvey – Mechernich – Scheven – Kall (– Urft (Steinfeld) – Nettersheim – Blankenheim (Wald) – Schmidtheim – Dahlem (Eifel) – Jünkerath – Lissendorf – Oberbettingen-Hillesheim – Gerolstein) (aufgrund von Hochwasserschäden längerfristig im Schienenersatzverkehr zwischen Kall und Gerolstein) Stand: April 2023 | 60 min (Köln–Kall) einzelne Züge (Kall–Gerolstein) |

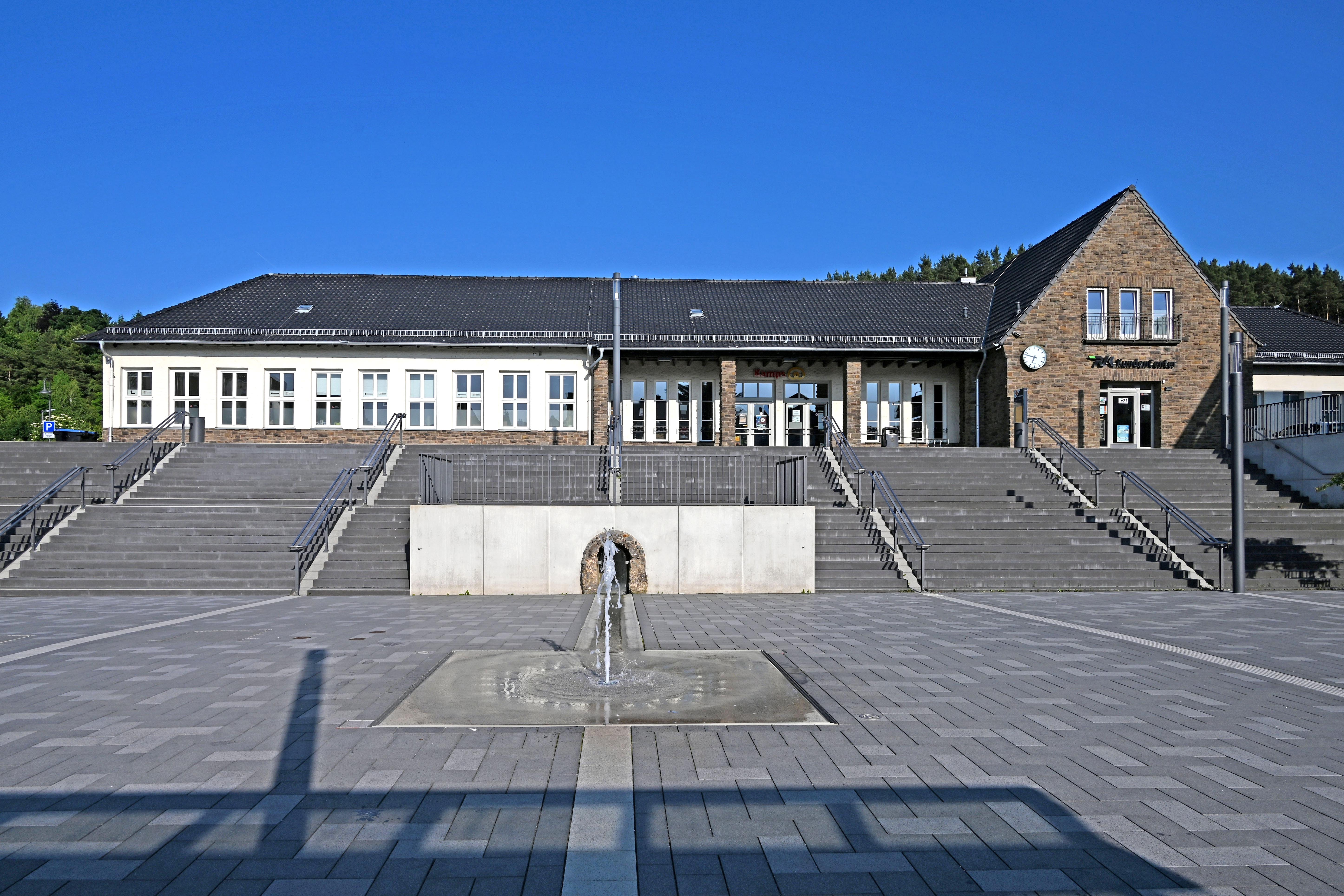
Bahnhof Kall

Ab Kall bis Nettersheim ist die Eifelstrecke eingleisig, von Hürth-Kalscheuren bis Kall zweigleisig. Das Bahnhofsgebäude ist teilweise denkmalgeschützt und Eigentum der Regionalverkehr Köln GmbH (RVK). Es beinhaltet ein Kundencenter der RVK, eine Bäckereifiliale sowie einen Nationalpark-Infopunkt. Nördlich des Bahnhofs befindet sich der Kaller Tunnel.
Die Signale und Weichen werden von einem Relaisstellwerk der Bauform Sp Dr L 30 gesteuert.
Vom östlich gelegenen Busbahnhof fahren Buslinien der RVK in Richtung Blankenheim, Schleiden und Hellenthal.
| Linie | Verlauf |
| ----- | --- |
| 770   | Wanderbus (nur samstags, sonn- und feiertags von April bis Oktober): Kall Bf – Urft Bf – Steinfeld – Nettersheim Bf – Marmagen – Blankenheim (Wald) Bf – Blankenheim Busbf – Blankenheim Rathaus – (Ripsdorf ← Alendorf ←) Mirbach |
| 805   | MiKE / AST-Verkehr: Kall Bf – Kall Heistert – Wallenthalerhöhe – Wallenthal – Scheven – Dottel |
| 808   | Euskirchen Bf – Euenheim – Wißkirchen – Obergartzem – Firmenich – Schaven – Kommern – (Kommern-Süd –) Mechernich Stiftsweg – Mechernich Bf (– Roggendorf – Denrath – Kalenberg – Wallenthal – Wallenthalerhöhe – Kall Bf)          |
| 815   | Wald-Linie (Fahrradbus mit Anhänger, nur sonn- und feiertags von April bis Oktober): Kall Bf – Kall Gemünder Str – Anstois – Gemünd – Herhahn – Dreiborn – Wahlerscheid – Höfen – Monschau                                         |
| 826   | MiKE (außer im Schülerverkehr): Kalenberg / (Kall Bf – Keldenich – Dottel) – Kallmuth – Lorbach – Bergheim – (Vollem ← Vussem ← Breitenbenden ←) Mechernich Stiftsweg – Mechernich Bf                                              |
| 829   | (Kall Bf – Kall Gemünder Str – Anstois – Gemünd – Nierfeld – Olef –) Schleiden – Oberhausen – Blumenthal – Hellenthal |
| 885   | MiKE (außer im Schülerverkehr): Manscheid – Wildenburg – Benenberg – (Krekel – Rüth – Roder –) Sistig – (Frohnrath –) Rinnen – Sötenich – Kall Bf                                                                                  |
| 886   | MiKE (außer im Schülerverkehr): (Blankenheim-Wald – Milzenhäuschen –) Marmagen – Wahlen – (Diefenbach – Steinfelderheistert – Gillenberg –) Steinfeld – Urft Bf – Sötenich – Kall Bf                                               |
| 891   | MiKE (außer im Schülerverkehr): Zingsheim – Keldenich – Kall Siemensring – Kall Bf – (Straßbüsch –) Golbach – Broich (– Schleiden)                                                                                                 |
| SB81  | Schnellbus: Kall Bf – Kall Gemünder Str – Anstois – Gemünd – Nierfeld – Olef – Schleiden – Oberhausen – Blumenthal – Hellenthal |
| SB82  | NationalparkShuttle: Kall Bf – Gemünd – Herhahn – Morsbach – Anlage Vogelsang (– Schleiden Busbf) |